# Kirchheim am Neckar
Kirchheim là một thị xã ở huyện Ludwigsburg thuộc bang Baden-Württemberg nước Đức. Đô thị này có diện tích 8,53 km², dân số thời điểm ngày 31 tháng 12 năm 2006 là 5098 người.